# 格洛代尼鄉 (登博維察縣)
45°1′N 25°27′E / 45.017°N 25.450°E
格洛代尼鄉（羅馬尼亞語：Comuna Glodeni, Dâmbovița），是羅馬尼亞南部的鄉份，由登博維察縣負責管轄，處於布加勒斯特西北面80公里，每年平均降雨量1,001毫米，海拔高度316米，2007年人口4,436。